# (13645) 1996 HF11
A (13645) 1996 HF11 a Naprendszer kisbolygóövében található aszteroida. Eric Walter Elst fedezte fel 1996. április 17-én.